# Rio da Divisa
O rio da Divisa é um curso de água do estado de Santa Catarina, no Brasil.